# Calgary 88's
I Calgary 88's sono stati una franchigia di pallacanestro della World Basketball League, con sede a Calgary, nell'Alberta, attivi tra il 1988 e il 1992.
Disputarono cinque stagioni nella WBL, perdendo la finale nel 1989, nel 1990 e nel 1991. Si sciolsero dopo il fallimento della lega, nel 1992.

## Stagioni
| Stagione | Lega | Denominazione | V  | P  | %    | Piazzamento | Play-off   |
| -------- | ---- | ------------- | -- | -- | ---- | ----------- | ---------- |
| 1988     | WBL  | Calgary 88's  | 32 | 22 | 59,3 | 1º          | Semifinale |
| 1989     | WBL  | Calgary 88's  | 31 | 13 | 70,4 | 1º          | Finale     |
| 1990     | WBL  | Calgary 88's  | 29 | 17 | 63,0 | 3º          | Finale     |
| 1991     | WBL  | Calgary 88's  | 37 | 14 | 72,5 | 1º          | Finale     |
| 1992     | WBL  | Calgary 88's  | 22 | 12 | 64,7 | 2º          | -          |